# Goniosoma modestum
Goniosoma modestum is een hooiwagen uit de familie Gonyleptidae.